# L'Île-du-Grand-Calumet
| L'Île-du-Grand-Calumet              |                   |
|                                     |                   |
| Coordenadas: 45°40′00"N, 76°41′00"O |                   |
| Província                           | Quebec            |
| Prefeito                            | Paul-Émile Maleau |
|                                     |                   |
| Área                                |                   |
| - Cidade                            | 132,14 km²        |
| Fuso horário                        | UTC -5/-4         |
| População (2006)                    |                   |
| - Cidade                            | 785               |
| - Densidade                         | 5,9 hab/km²       |

L'Île-du-Grand-Calumet é um município situado na Regionalidade Municipal do Condado de Pontiac em Outaouais, na província de Quebec, Canadá. O município e a comunidade ao redor estão situados sobre a Ilha-Grand-Galumet, no Rio Ottawa. Grand-Calumet é a aldeia, no centro da cidade desta ilha L'Île-du-Grand-Calumet.

## História
A cidade possui este nome devido ao fato de uma numerosa quantidade de índios se reunirem para usar do cachimbo da paz. 

Este nome L'Île-du-Grand-Calumet, foi dado pelo explorador francês Samuel de Champlain, em 1613. 
	
O primeiro colono branco de L'Île-du-Grand-Calumet foi Louis-Marie Brizard. Ele chegou lá em 1820. Há um nome Brizard rua para comemorar este primeiro pioneiro. Louis-Marie viveu de 1798 a 1868. Ele era originalmente de Maskinongé QC. Para ser aceito pelos índios, casou-se, na tradição da First Nation, a neta do cacique da ilha. Mais tarde, ela se converteu ao catolicismo e foi para se casar em Fort-Coulonge, QC, 04 de outubro de 1836. Era o lugar mais próximo de ter serviços religiosos. Eles tinham vários filhos, que eram casadas com os recém-chegados. Louis-Marie e Marie são ancestrais distantes de um grande número de pessoas desta ilha.

## Demografia
- O recenseamento de 2001 do Statistiques Canadá indica que Grand-Calumet possui uma população total de 732 pessoas, das quais 100 métis e/ou autóctones (14%).
- Pessoas de menos de 54 anos representam 72% da população.
- Do ponto de vista linguístico, 495 pessoas (68%) declaram falar francês, 185 pessoas (25%) o inglês e 45 pessoas (6%) declaram ser bilíngues.
- O recenseamento indica igualmente que a população diminui em 5,4% entre 1996 e 2001.[6]
- No recenseamento de 2006, a população passou a ser de 785 pessoas, um aumento de mais de 7%.[7]